# Operacja V-2 (film)
Operacja V-2 – polski czarno-biały film dokumentalny z 1968 roku o rozpracowaniu przez polski wywiad tajemnic rakiet V-1 i V-2.